# Føniks (person)
 For alternative betydninger, se Føniks (flertydig). (Se også artikler, som begynder med Føniks)
Føniks var ifølge den græske mytologi en fønikisk kongesøn eller konge. I visse sagn nævnes han som søn af kong Agenor og dronning Telefassa og broder til Kadmos, Kilix og Europa. Andre steder, som i Iliaden ses han som far til dem.
- Wikimedia Commons har flere filer relateret til Føniks (person)

| Mytologi | Spire Denne artikel om mytologi er en spire som bør udbygges. Du er velkommen til at hjælpe Wikipedia ved at udvide den. |